# Пюрет
Пюрет (нем. Pühret) — коммуна (нем. Gemeinde) в Австрии, в федеральной земле Верхняя Австрия. 
Входит в состав округа Фёклабрук.  Население составляет 580 человек (на 31 декабря 2005 года). Занимает площадь 7 км². Официальный код  —  41728.

## Политическая ситуация
Бургомистр коммуны — Йохан Шлахтер (АНП) по результатам выборов 2003 года.
Совет представителей коммуны (нем. Gemeinderat) состоит из 13 мест.
- АНП занимает 9 мест.
- СДПА занимает 4 места.